# Chenevixiet
Het mineraal chenevixiet is een gehydrateerd koper-ijzer-arsenaat met de chemische formule Cu2Fe3+2(AsO4)2(OH)4H2O.

## Eigenschappen
Het subdoorschijnende donkergroene tot geelgroene chenevixiet heeft een geelgroene streepkleur, een vet-tot olieglans en het kristalstelsel is monoklien. De gemiddelde dichtheid is 3,9 en het mineraal kent geen splijting. De hardheid is 4, de brekingsindex 1,92 - 2,04 en de dubbelbreking is 0,1200.

## Naam
Het mineraal chenevixiet is genoemd naar de Ierse scheikundige Richard Chenevix.

## Herkomst en voorkomen
Het mineraal komt secundair voor in de oxidatiezone van koperafzettingen, geassocieerd met malachiet, tyroliet, azuriet en andere mineralen. Massieve aggregaten komen voor in de Mammothmijn, Tintic, Utah in de Verenigde Staten, eveneens een kleine hoeveelheden in Tsumeb, Namibië. De typelocatie is Wheal Gorland, Cornwall, Engeland waar het mineraal in 1866 ontdekt werd. Chenvixiet wordt ook gevonden nabij Rodalquilar in zuidoost Spanje.